# William Watson Ogilvie
William Watson Ogilvie (Montréal, 15 février 1835 - Montréal, 12 janvier 1900) était un homme d'affaires québécois. Il fut un des pionniers du développement du commerce des céréales au Canada.

## Biographie
William Watson Ogilvie complète ses études à Montréal et rapidement fit aussi son apprentissage d’inspecteur de la farine sous la supervision de son oncle William Watson. Les années 1850 furent profitable pour le commerce canadien du blé et de la farine : la demande était en hausse et des innovations technologiques permirent une amélioration considérable de la qualité du produit. 
En 1860, William Watson Ogilvie s’associait à ses deux frères qui avaient repris la direction d’une meunerie fondée par leur père et leur grand-père. L’entreprise A.W. Ogilvie and Company connut un franc succès. Elle étendit ses activités vers l’ouest et ouvrit des moulins en Ontario et au Manitoba. Une entente avec le Canadien Pacifique lui permit d’établir un quasi-monopole dans l’achat et le transport de céréales vers les grands centres. 
En 1895, William Watson Ogilvie est un homme d’affaires très important de Montréal. Il dirige la Ogilvie Milling Company, la plus grande entreprise meunière du Canada. Il demeure à Montréal dans une somptueuse résidence située à flanc du mont Royal sur la rue McGregor — dans le quartier du Mille carré doré. Actif, il est membre du Montreal Board of Trade, dont il a assumé la présidence durant les deux années précédentes. 
William Watson Ogilvie est administrateur de la Banque de Montréal, de la Montreal Transportation Company et de la North British and Mercantile Insurance Company. Il décède en 1900 et laisse une fortune considérable à sa famille.